# فتح‌الله جمیری
فتح‌الله جمیری سرتیپ سپاه پاسداران انقلاب اسلامی است، که هم‌اکنون فرماندهی حفاظت سپاه پاسداران را برعهده دارد.
وی فعالیت نظامی را در خلال جنگ ایران و عراق و از سال ۱۳۶۴ در نیروی زمینی سپاه پاسداران آغاز کرد. او از ۱۳۸۴ تا ۱۳۸۶ فرمانده منطقه مقاومت بسیج کهگیلویه و بویراحمد (سپاه کهگیلویه و بویراحمد) بود و از ۱۳۸۶ تا ۱۳۸۷ به‌عنوان فرمانده منطقه مقاومت بسیج استان بوشهر فعالیت می‌کرد.
جمیری در فاصله سال‌های ۱۳۸۷ تا ۱۳۹۶ فرماندهی سپاه امام صادق بوشهر را برعهده داشت، از ۱۳۹۶ تا ۱۳۹۸ فرمانده سپاه الغدیر یزد بود و از فروردین‌ماه ۱۳۹۸ فرمانده حفاظت سپاه پاسداران است. او در اسفندماه ۱۴۰۲ درجه سرتیپی دریافت کرد.